# Vattendrag i Ryssland

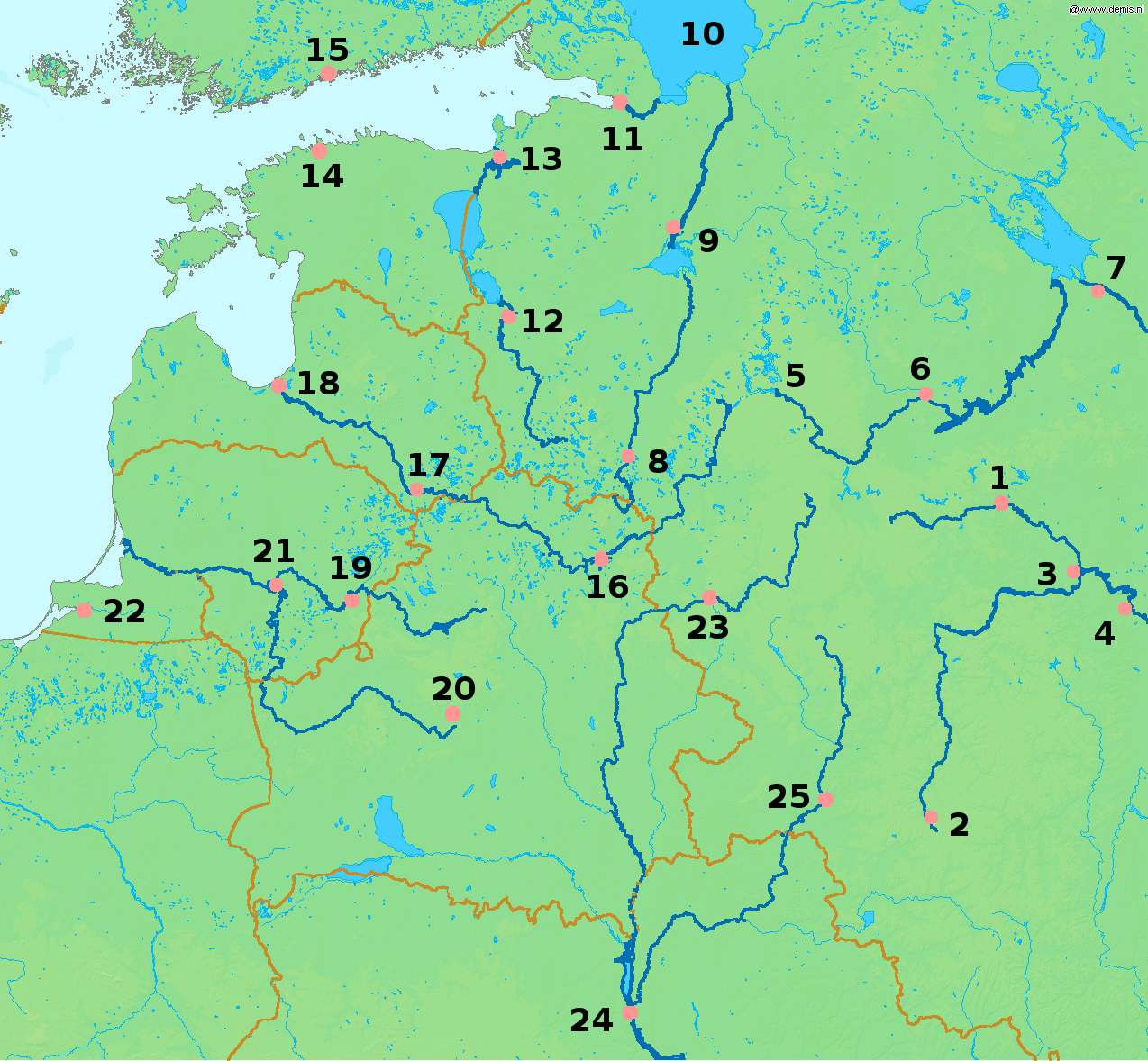
Floder i västra Ryssland. I nordväst syns Östersjön, Åland och södra Finland.

Från höjdområdena i västra Ryssland rinner stora floder i alla riktningar, som framgår av kartan. Bland annat vikingarna i österled lär ha utnyttjat detta genom att segla uppför en flod, göra en kort resa över land och fortsätta seglatsen nedför nästa flod.
Moskva (1) ligger vid Moskvafloden. Den är en biflod från vänster till Oka, som kommer från Orjol (2). De båda förenas vid Kolomna (3) innan Oka fortsätter mot Rjazan (4). Europas längsta flod Volga rinner upp i höjderna vid Valdaj (5), passerar Tver (6) och Rybinsk (7) vid Rybinskreservoaren, en gigantisk kraftverksdamm. Både Oka och Volga fortsätter österut.
Floden Lovat rinner upp i norra Belarus och passerar Velikije Luki (8) på sin väg mot sjön Ilmen. Därifrån leder floden Volchov genom staden Novgorod (9) på väg mot Europas största sjö Ladoga (10). Från Ladoga leder den korta floden Neva genom Sankt Petersburg (11) och ut mot Finska viken. Ladoga har också ett tillflöde från nordost i floden Svir från sjön Onega. Landtungan mellan Ladoga och Finska viken kallas Karelska näset.
Floden Velikaja rinner genom Pskov (12) mot Peipus, som är Europas fjärde största sjö. Den avvattnas av den korta floden Narva genom staden Narva (13) och ut i Finska viken, vid vilken huvudstäderna Tallinn (14) i Estland och Helsingfors (15) i Finland är belägna.
Daugava är det lettiska namnet på den flod tyskarna kallar Düna och ryssarna Zapadnaja Dvina. Den rinner upp i Ryssland, fortsätter genom Belarus med staden Vitsebsk (16) och går därefter till Lettland och staden Daugavpils (17) innan den vid Riga (18) mynnar ut i Rigabukten.
Neris som rinner genom Litauens huvudstad Vilnius (19) är en biflod från höger till Njemen, som rinner upp i närheten av Belarus huvudstad Minsk (20). De båda förenas vid Kaunas (21). Njemen rinner ut i Kuriska sjön, som skiljs från Östersjön av Kuriska näset.
En liknande formation är Frische Nehrung (Baltiska näset) som omsluter Frisches Haff. Där har två floder sitt utlopp, dels den polska Wisła från söder, dels Pregel som mynnar vid Kaliningrad (Königsberg) (22), kanske mest känd för det matematiska problemet Königsbergs sju broar formulerat av Leonhard Euler.
Den långa floden Dnepr rinner upp i Ryssland och passerar staden Smolensk (23) innan den fortsätter genom Belarus och Ukraina med huvudstaden Kiev (24), för att mynna ut i Svarta havet. Ett av dess biflöden är Desna, som rinner genom Brjansk (25).

## Lista över huvudavrinningsområden

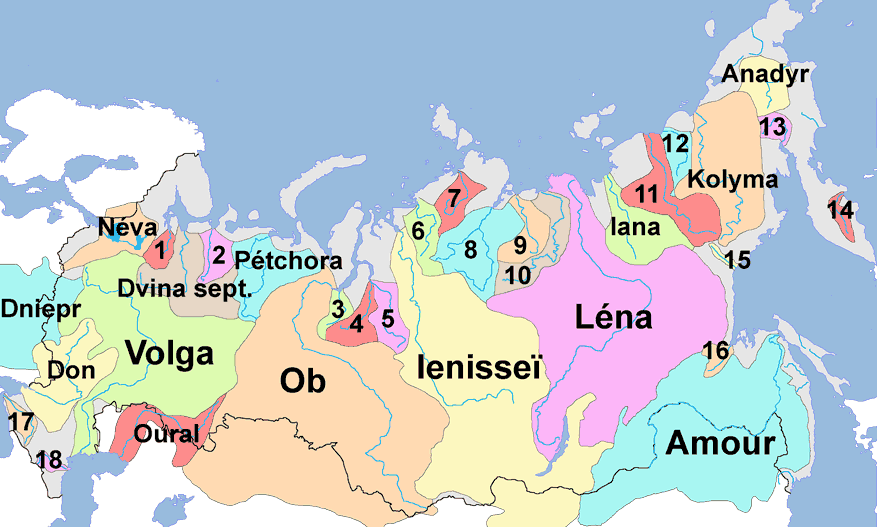
Huvudavrinningsområden med namn (på franska) och referensnummer som används i tabellen.

| Ref | Flod            | Avrinnings- områdets areal (km²) | Genomsnittlig vattenföring (m³/s) | Längd (km) | Utlopp         |
| --- | --------------- | -------------------------------- | --------------------------------- | ---------- | -------------- |
|     | Neva            | 218000                           | 2510                              | 74         | Östersjön      |
| 1   | Onega           | 56000                            | 510                               | 416        | Norra ishavet  |
|     | Norra Dvina     | 357000                           | 3530                              | 744        | Norra ishavet  |
| 2   | Mezen           | 378000                           | 866                               | 857        | Norra ishavet  |
|     | Petjora         | 322000                           | 4000                              | 1809       | Norra ishavet  |
|     | Ob              | 2990000                          | 10600                             | 5410       | Norra ishavet  |
| 3   | Nadym           | 64000                            | 590                               | 545        | Norra ishavet  |
| 4   | Pur             | 112000                           | 1000                              | 1024       | Norra ishavet  |
| 5   | Taz             | 150000                           | 1400                              | 1401       | Norra ishavet  |
|     | Jenisej         | 2620000                          | 19800                             | 4093       | Norra ishavet  |
| 6   | Pjasina         | 182000                           | 2600                              | 817        | Norra ishavet  |
| 7   | Tajmyr          | 124000                           | 1220                              | 840        | Norra ishavet  |
| 8   | Chatanga        | 275000                           | 3800                              | 1636       | Norra ishavet  |
| 9   | Anabar          | 100000                           | 500                               | 939        | Norra ishavet  |
| 10  | Olenjok         | 220000                           | 1200                              | 2292       | Norra ishavet  |
|     | Lena            | 2490000                          | 16300                             | 4400       | Norra ishavet  |
|     | Yanafloden      | 238000                           | 800                               | 872        | Norra ishavet  |
| 11  | Indigirkafloden | 360000                           | 1850                              | 1726       | Norra ishavet  |
| 12  | Alazeja         | 64700                            | 320                               | 1590       | Norra ishavet  |
|     | Kolymafloden    | 643000                           | 4060                              | 2129       | Norra ishavet  |
|     | Anadyrfloden    | 191000                           | 1000                              | 1860       | Stilla havet   |
| 14  | Kamtjatka       | 55900                            | 965                               | 758        | Stilla havet   |
| 13  | Penzjina        | 73500                            |                                   | 713        | Stilla havet   |
| 15  | Ochota          | 19100                            |                                   | 393        | Stilla havet   |
| 16  | Uda             | 61300                            |                                   | 457        | Stilla havet   |
|     | Amur            | 1930000                          | 11000                             | 4354       | Stilla havet   |
|     | Uralfloden      | 237000                           | 475                               | 2428       | Kaspiska havet |
|     | Volga           | 1350000                          | 7300                              | 3700       | Kaspiska havet |
| 18  | Terek           | 43200                            | 300                               | 623        | Kaspiska havet |
| 17  | Kuban           | 85000                            |                                   | 870        | Svarta havet   |
|     | Don             | 425600                           | 935                               | 1950       | Svarta havet   |
|     | Dnepr           | 516300                           | 1670                              | 2290       | Svarta havet   |